# ストライド走法
ストライド走法（ストライドそうほう）とは、身長や速度と比較してストライド（歩幅）が大きい走法のこと。
日本では、身体的負担が大きく長身で脚の長い選手でなければ大きな効果が期待できない、などと言われることもあるが、小柄な体格で優れた記録を出しているアフリカ諸国の強豪選手にもストライド走法で走っている選手は多く、一概には言えない。
なお、競馬の世界においても、競走馬の走り方に対して用いられる。

## 主なストライド走法を用いる選手
- フランク・ショーター
- 宗茂
- 中山竹通
- 増田明美
- 野口みずき
- ウサイン・ボルト
- 中里麗美
- 伊東浩司
- サニブラウン・アブデル・ハキーム
- 髙平慎士

## ストライド走法の競走馬
- ディープインパクト
- クロフネ